# 33e armée (Japon)
Pour les articles homonymes, voir 33e armée.
La 33e armée (第33軍, Dai-san-jū-sangun) est une unité de l'armée impériale japonaise basée en Birmanie durant la Seconde Guerre mondiale.

## Histoire
La 33e armée est créée le 7 avril 1944 à Rangoun, la capitale de la Birmanie, en tant que force de garnison dans l'attente d'une offensive des Alliés visant à reconquérir le nord du territoire birman. Elle est placée sous le contrôle de l'armée régionale japonaise de Birmanie.
À ses débuts, l'armée dirige la 18e division qui affronte la force chinoise entraînée par les Américains et qui avance depuis Ledo en Inde, et la 56e division qui affronte les armées chinoises dans la province du Yunnan. Elle commande également une troupe qui affronte les forces alliées (les Chindits) pénétrant jusqu'à Indaw. En mai 1944, l'armée est renforcée par l'arrivée de la 53e division qui engage les Chindits, et par des régiments de la 2e et de la 49e qui renforcent la 56e division.
Face aux multiples attaques des Alliés, la 33e armée est incapable d'empêcher la perte de Mogaung et Myitkyina, bien qu'elle réussit à arrêter temporairement l'offensive chinoise depuis le Yunnan et a paralysé les Chindits.
Au fur et à mesure de la détérioration de la situation militaire du Japon dans la guerre du Pacifique, l'armée impériale japonaise ne peut plus envoyer des renforts et réapprovisionner les unités qui se trouvent au sud des Philippines. La 33e armée (ainsi que toutes les autres forces japonaises de Birmanie) se retrouve en sous-effectif et sous-équipée.
En mars 1945, le quartier-général de l'armée est inopinément appelé à prendre en charge les forces durant la bataille de Meiktila et Mandalay pendant laquelle les Japonais essayent de reprendre la ligne de communication stratégique du centre aux troupes britanniques et indiennes. Les unités de signaux de l'armée arrivent trop tard pour la bataille et le quartier-général n'a pas pu disposer des informations adéquates. L'armée est incapable de coordonner les attaques de ses unités précipitamment réunies. Les attaques japonaises sont repoussées et à la fin du mois, les Japonais sont forcés de partir du champ de bataille.
Ce qui reste de la 33e armée tente de défendre une position à Pyawbwe pour retarder la poursuite des Alliés mais est flanqué par des unités blindées ennemies et de nouveau forcé à reculer. Finalement, au milieu du mois d'avril 1945, les blindés des Alliés attaquent le quartier-général de l'armée à Pyinmana. Bien que le général Masaki Honda et son État-major se soient échappés à pied durant la nuit, ils ne peuvent plus contrôler efficacement les restes de leurs unités, ce qui permet aux unités alliées de progresser à une distance de frappe de Rangoun.
Après la chute de Rangoun, la 33e armée se regroupe dans la région de Tenasserim. Bien que maintenant réduite à la taille d'un régiment, elle lance tout de même une contre-attaque au niveau de la rivière Sittang pour aider les unités japonaises piégées en Birmanie à s'échapper. Après la bataille du coude de la Sittang, les Japonais subissent de lourdes pertes et retirent leurs forces affaiblies de la rivière Sittang en crue.
La 33e armée est dissoute après la reddition du Japon fin 1945.

## Commandement

### Commandants
|   | Nom                                    | De                              | À              |
| - | -------------------------------------- | ------------------------------- | -------------- |
| 1 | Lieutenant-général Masaki Honda        | 8 avril 1944                    | Septembre 1945 |
| 2 | Lieutenant-général Yūzō Matsuyama (en) | Septembre 1945 (provisoirement) |                |

### Chef d'État-major
|   | Nom                                 | De              | À               |
| - | ----------------------------------- | --------------- | --------------- |
| 1 | Major-général Tadashi Katakura (en) | 8 avril 1944    | 19 juin 1944    |
| 2 | Lieutenant-général Seiie Yamamoto   | 19 juin 1944    | 20 février 1945 |
| 3 | Lieutenant-général Rikichi Sawamoto | 20 février 1945 | Septembre 1945  |